# Zschokkella pseudasciaena
Zschokkella pseudasciaena is een microscopische parasiet uit de familie Myxidiidae. Zschokkella pseudasciaena werd in 1996 beschreven door Sarkar. 